# Maserati Ghibli (1992)
Maserati Ghibli – samochód sportowy klasy średniej produkowany przez włoską markę Maserati w latach 1992 – 1997.

## Historia i opis modelu

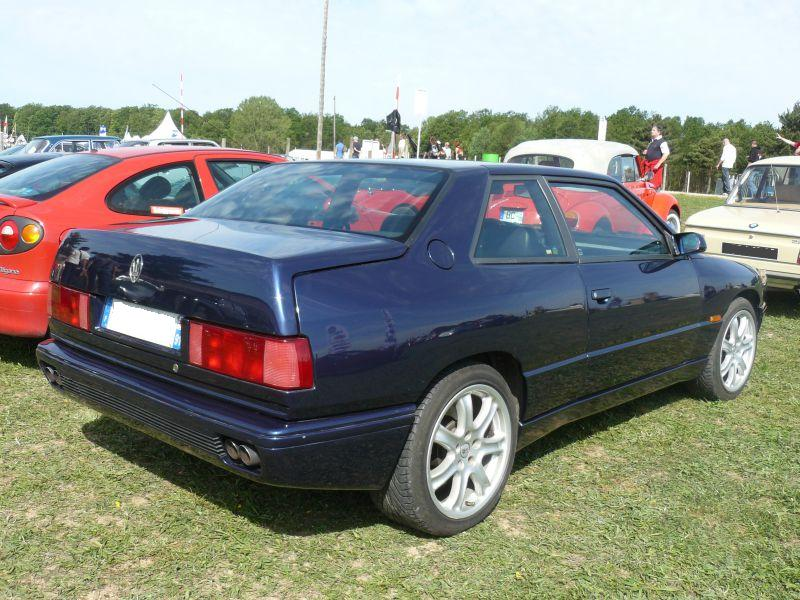
Maserati Ghibli - tył

Maserati powróciło do nazwy Ghibli w 1992 roku po 18 latach przerwy na rzecz samochodu o zupełnie innej koncepcji. Tym razem nosiło ją średniej wielkości sportowe coupe, które powstało jako cywilna odmiana modelu Shamal. Samochód miał swoją premierę w kwietniu 1992 roku. W 1994 roku przeszedł modernizację, w ramach której zmieniono wygląd pasa przedniego.